# Sticky Fingers
Sticky Fingers —en español: Dedos pegajosos— es el noveno álbum de estudio de la banda de rock británica The Rolling Stones, publicado en abril de 1971. Grabado entre diciembre de 1969 y enero de 1971, fue producido por el estadounidense Jimmy Miller, en lo que supuso su tercer trabajo consecutivo con el grupo, y cuenta por primera vez con la participación íntegra del guitarrista Mick Taylor como miembro de los Stones: en Let It Bleed, el anterior disco de estudio del grupo, solo aparecía en algunas canciones. Taylor reemplazó en su puesto a Brian Jones. También fue el primer disco editado por el sello discográfico del grupo, Rolling Stones Records. 
Sticky Fingers contiene los sonidos clásicos de rock and roll, country, blues y rhythm and blues que la agrupación inglesa había empleado en sus trabajos anteriores, pero se diferencia de estos al incluir letras más oscuras que hacen referencia a la esclavitud, el sexo interracial y el uso de drogas. La portada fue diseñada por el conocido líder del movimiento pop art Andy Warhol; además, se incluye por primera vez el logotipo de los Stones de la lengua y los labios, realizado por John Pasche.
Debutó en el número 1 de las listas de los álbumes más vendidos de Billboard y se convirtió posteriormente en una gran éxito comercial. El disco recibió muy buenas críticas, llegando a ser considerado por la crítica musical no solo como uno de los mejores materiales de la banda sino de toda la Música Contemporánea. En el 2003 la revista estadounidense Rolling Stone lo colocó en el n.º 63 en su lista de Los 500 mejores álbumes de todos los tiempos.

## Historia
Las sesiones de bodega de grabación del álbum comenzaron en el invierno de 1970 en Stragroves, la casa de campo de Jagger situada cerca de Newbury (Berkshire); también se usó algo de material grabado previamente en los Muscle Shoals Studios de Alabama en diciembre de 1969. Emplearon como apoyo el estudio móvil del grupo. Durante estas primeras sesiones, también se perfilaron algunos temas de su siguiente álbum, Exile on Main St., como fue el caso de "Tumbling Dice". La grabación continuaría a lo largo del año en Stargroves y en los Olympic Studios y finalizaría en los primeros meses de 1971.
El contrato del grupo con Decca Records, su primera discográfica, finalizó en 1970. Con ello, el grupo esperaba gozar de una absoluta libertad para elaborar sus trabajos, tanto en lo que se refería al contenido de las letras como al diseño de las portadas (por ejemplo, la compañía había censurado la portada preparada para Beggars Banquet, que consistía en un retrete con grafitis llenos de insultos). Como el grupo aún le debía un último sencillo a la discográfica, decidieron enviar una canción titulada «Cocksucker Blues», con una letra obscena que la hacía impublicable. En su lugar, la compañía decidió editar Street Fighting Man, que ya tenía dos años de antigüedad. No obstante, el vencimiento de este contrato no libró al grupo de un nuevo sobresalto, que se produjo cuando descubrieron que descuidadamente habían firmado la cesión de todo su trabajo de los sesenta al que pronto se iba a convertir en su exmánager, Allen Klein. Por este motivo, todos sus discos de este periodo han sido publicados desde entonces por la compañía fundada por Klein, ABKCO Records.
El álbum fue precedido por la publicación el 16 de abril de 1971 del primer sencillo, «Brown Sugar», realizada en el nuevo sello del grupo, Rolling Stones Records. La canción estaba acompañada por «Bitch» en la cara B, aunque la edición norteamericana también incluía una versión en directo del tema «Let It Rock», de Chuck Berry. Dicha versión fue grabada durante una gira que el grupo había realizado en Inglaterra en marzo. El sencillo alcanzó el número 1 en los Estados Unidos y el número 2 en Inglaterra. En los Estados Unidos también se publicó un segundo sencillo formado por «Wild Horses» y «Sway». Por su parte, el disco tuvo mucho éxito, consiguiendo la primera posición a ambos lados del Atlántico.
Coincidiendo con la publicación del disco, el grupo se mudó de Inglaterra a Francia, con la finalidad de pagar menos impuestos. Allí trabajarían en la elaboración de su próximo disco, Exile On Main St., que sería publicado en 1972.

## Diseño de la carátula

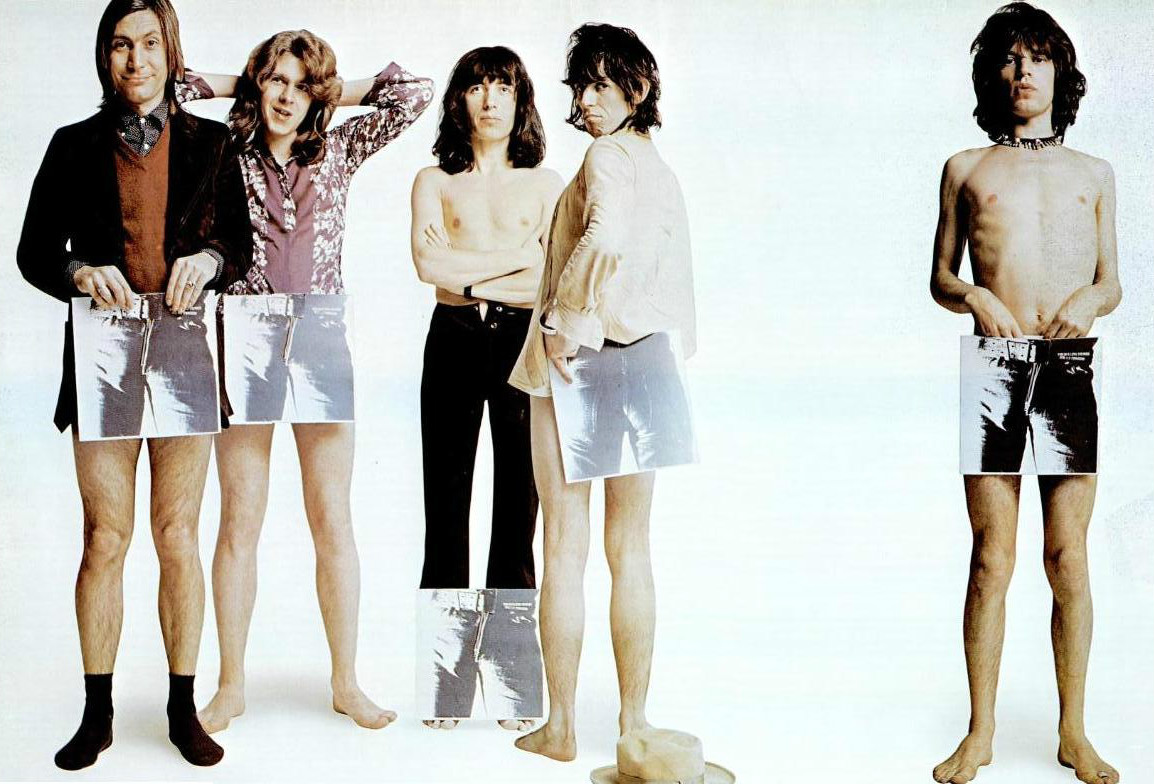
The Rolling Stones posando en un anuncio con las ilustraciones de Sticky Fingers en 1971, de izquierda a derecha: Charlie Watts, Mick Taylor, Bill Wyman, Keith Richards y Mick Jagger

La portada del álbum fue realizada a partir de un diseño del artista pop art Andy Warhol para el que posó uno de sus modelos habituales, Joe Dallesandro: unos pantalones vaqueros con una cremallera de verdad que se abría. Mientras que la obra de arte fue concebida por Warhol, la fotografía fue de Billy Name y el diseño fue de Craig Braun.
En España, la portada original fue censurada por el régimen de Franco y reemplazada con una portada "Can of fingers", diseñada por John Pasche y Phil Jude, y «Sister Morphine» fue reemplazada por una versión en vivo de Chuck Berry «Let it Rock». Esta versión fue lanzada en el álbum de recopilación Rarities 1971-2003 de 2005.
En el disco también hizo su aparición el logotipo de los Stones, la lengua y labios diseñados por Mick Jagger y el diseñador John Pashe. La inspiración para el diseño procedió de la diosa hinduista Kali. El crítico Sean Egan ha dicho del logo "Sin usar el nombre de los Stones, instantáneamente los evoca, o al menos a Jagger, así como una cierta lascivia que es propia de los Stones... Rápidamente y merecidamente se convirtió en el más famoso Logo en la historia de la música popular ".
En 1992, el lanzamiento del álbum en Rusia presentó un tratamiento similar al de la portada original, pero escrito en cirílico, los jeans coloreados y mostrando la hebilla del cinturón con el logo del ejército soviético que muestra un martillo y una hoz inscritos en una estrella. El modelo parece ser femenino.
En el año 2003, el canal estadounidense VH1 eligió la portada original del álbum como la primera de su lista de las cincuenta mejores portadas.

## Lanzamiento y recepción
Sticky Fingers alcanzó el primer lugar en las listas británicas en mayo de 1971, permaneciendo allí durante cuatro semanas antes de regresar al número uno por una semana más a mediados de junio. En Estados Unidos, el álbum alcanzó el número uno a los pocos días del lanzamiento, y permaneció allí durante cuatro semanas. En Alemania fue uno de los dos álbumes no alemanes que alcanzaron el número uno en 1971. 
En una crítica contemporánea para el Los Angeles Times, el crítico musical Robert Hilburn dijo que aunque Sticky Fingers es uno de los mejores álbumes de rock del año, es sólo "modesto" según los estándares de los Stones y tiene éxito en la fuerza de canciones como «Bitch» y «Dead Flowers», que recuerdan el estilo previamente desinhibido, furioso de la banda.
Jon Landau, escribiendo en Rolling Stone, sintió que carecía del espíritu y la espontaneidad de los dos álbumes anteriores de la banda y, aparte de «Moonlight Mile», está lleno de "intentos forzados de estilo y control" en los que la banda suena desinteresada, particularmente en canciones formalmente correctas como «Brown Sugar». En una revisión positiva, Lynn Van Matre del Chicago Tribune vio al álbum como a la banda "en su mejor racha" y escribió que, aunque es "apenas innovador", es lo suficientemente consistente como para ser uno de los mejores álbumes del año.
Sticky Fingers fue votado como el segundo mejor álbum del año en la votación anual de The Village Voice de 1971. Lester Bangs la eligió en el número uno en la encuesta y dijo que era su álbum más reproducido del año. Robert Christgau, el creador de la encuesta, clasificó el álbum 17.º en su propia lista de fin de año.
En 1994, Sticky Fingers fue clasificado número diez en All Time Top 1000 Albums de Colin Larkin. Él dijo: "El rock sucio como este todavía tiene que ser mejorado, y todavía no hay ningún rival a la vista". En una revisión retrospectiva, la Q magazine dijo que el álbum fue "Los Stones en su pico ... una fórmula mágica de soul pesado, el blues drogadicto y rock machista".
La revista Record Collector dijo que exhibe a Jagger y Richards mientras "profundizan aún más en el blues primitivos que los inspiraron e intensifican sus investigaciones en otro gran estilo estadounidense, el country". En su crítica para la revista Goldmine, Dave Thompson escribió que el álbum sigue siendo superior a "la mayoría del catálogo de The Rolling Stones".
En 1994, Sticky Fingers fue remasterizado y reeditado por Virgin Records. Esta remasterización fue lanzada inicialmente en una edición coleccionista en CD, que replicó en miniatura muchos elementos del empaquetado original del álbum del vinilo, incluyendo la cremallera. Sticky Fingers fue nuevamente remasterizado en 2009 por Universal Music Enterprises y en 2011 en una versión japonesa de SHM-SACD.
En 2003, Sticky Fingers fue listado en el puesto 63 en la lista Los 500 mejores álbumes de todos los tiempos según Rolling Stone.

## Descripción de canciones
- «Brown Sugar», fue la canción más exitosa del álbum. Fue compuesta principalmente por Jagger, durante el rodaje en Australia de la película Ned Kelly.[26] Su letra era controvertida y ambigua, admitiendo dos posibles interpretaciones: que canción y título se refieren a una muchacha de color o a la heroína (Brown Sugar significa "azúcar morena" en español). Precisamente las alusiones a las drogas eran constantes en todo el disco y se produjeron en un momento en el que se agravaron los problemas de adicción de Keith Richards.[3]

- «Sway», al igual que «Moonlight Mile», contaba al final con arreglos de cuerda de Paul Buckmaster, que trabajaba habitualmente para Elton John.[3] «Wild Horses» era, por su parte, una emotiva balada con influencia de la música country. La música no fue compuesta por Richards, corrió a cargo de Jagger.[26] Esta canción ha conocido numerosas versiones de otros grupos y artistas como Dave Matthews, Garbage o los Guns N'Roses. The Flying Burrito Brothers, grupo dirigido por Gram Parsons (quien había intimado con Richards), publicó su propia versión del tema antes de que lo hicieran los Stones.

- La siguiente canción, «Can't You Hear Me Knocking» mostraba las aptitudes del nuevo guitarrista del grupo, Mick Taylor. Frente a la versatilidad de su predecesor, Brian Jones, quien era capaz de tocar un importante número de instrumentos, Taylor, que había tocado para John Mayall & the Bluesbreakers, era más destacado como solista y su presencia reforzó el tono de blues de los trabajos de los Stones de la primera mitad de los setenta.

- «You Gotta Move», que cerraba la primera cara del álbum, era una versión de un tema blues obra de Fred McDowell y del reverendo Gary Davis.

- La letra de «Sister Morphine» era obra de la exnovia de Jagger, Marianne Faithfull, y la música era de los Stones. Ya había sido editada como sencillo por parte de la primera en 1969, aunque la polémica que provocó su letra provocó que las ventas fuesen bajas. La canción narra con intensidad la agonía de un hombre en el hospital, presublimente a causa de una sobredosis, y sus deseos de conseguir morfina.[27] «Sister Morphine» fue censurada en España y sustituida por la versión de «Let It Rock».

- «Dead Flowers» era otra muestra de un género muy cultivado por el grupo: el de la parodia de la música country. Ya en Let It Bleed habían incluido una versión country de una de sus canciones más populares, «Honky Tonk Women», que rebautizaron como «Country Honk». En su siguiente disco, Exile On Main St. seguirían la línea con «Sweet Virginia».

- «Moonlight Mile» ponía el broche final al disco. La canción fue elaborada a partir de tomas incompletas de Richards, que Taylor se encargó de desarrollar y transformar, aunque su labor no se vio reconocida con un crédito de autor.[28] La guitarra acústica corrió a cargo de Mick Jagger.

- Además de los miembros del grupo, el productor Jimmy Miller participó tocando la percusión en algunas canciones. El disco también contó con una importante sección de viento a cargo de Bobby Keys y de Jim Price, que habían estado tocando con Derek and the Dominos. Keys, cuya colaboración con el grupo había empezado con Let It Bleed, interpretaba el solo de saxofón en «Brown Sugar»; su presencia y la de Price también era muy notoria en «Bitch». En el piano intervinieron artistas habituales de los Stones como Nicky Hopkins e Ian Stewart.

## Lista de canciones
Todas las canciones escritas y compuestas por Jagger/Richards, excepto donde se indique. 
| Cara A |                                             |          |  |
| N.º    | Título                                      | Duración |  |
| 1.     | «Brown Sugar»                               | 3:48     |  |
| 2.     | «Sway»                                      | 3:50     |  |
| 3.     | «Wild Horses»                               | 5:42     |  |
| 4.     | «Can't You Hear Me Knocking»                | 7:14     |  |
| 5.     | «You Gotta Move» (Fred McDowell/Gary Davis) | 2:32     |  |

| Cara B |                                                        |          |  |
| N.º    | Título                                                 | Duración |  |
| 6.     | «Bitch»                                                | 3:38     |  |
| 7.     | «I Got the Blues»                                      | 3:54     |  |
| 8.     | «Sister Morphine» (Jagger/Richards/Marianne Faithfull) | 5:31     |  |
| 9.     | «Dead Flowers»                                         | 4:03     |  |
| 10.    | «Moonlight Mile»                                       | 5:56     |  |

| Disco bonus de la Edición Deluxe de 2015: |                                                      |          |  |
| N.º                                       | Título                                               | Duración |  |
| 1.                                        | «Brown Sugar» (Versión alternativa con Eric Clapton) | 4:07     |  |
| 2.                                        | «Wild Horses» (Versión acústica)                     | 5:47     |  |
| 3.                                        | «Can't You Hear Me Knocking» (Versión alternativa)   | 3:24     |  |
| 4.                                        | «Bitch» (Versión extendida)                          | 5:53     |  |
| 5.                                        | «Dead Flowers» (Versión alternativa)                 | 4:18     |  |
| 6.                                        | «Live with Me» (Live at the Roundhouse, 1971)        | 4:22     |  |
| 7.                                        | «Stray Cat Blues» (Live at the Roundhouse, 1971)     | 3:38     |  |
| 8.                                        | «Love in Vain» (Live at the Roundhouse, 1971)        | 6:42     |  |
| 9.                                        | «Midnight Rambler» (Live at the Roundhouse, 1971)    | 11:27    |  |
| 10.                                       | «Honky Tonk Women» (Live at the Roundhouse, 1971)    | 4:14     |  |

| Disco bonus de la Edición Super Deluxe de 2015 (Live at Leeds University, 1971): |                                                                  |          |  |
| N.º                                                                              | Título                                                           | Duración |  |
| 1.                                                                               | «Jumpin' Jack Flash» (Live at Leeds University, 1971)            | 3:42     |  |
| 2.                                                                               | «Live with Me» (Live at Leeds University, 1971)                  | 3:33     |  |
| 3.                                                                               | «Dead Flowers» (Live at Leeds University, 1971)                  | 4:03     |  |
| 4.                                                                               | «Stray Cat Blues» (Live at Leeds University, 1971)               | 4:37     |  |
| 5.                                                                               | «Love in Vain» (Live at Leeds University, 1971)                  | 4:19     |  |
| 6.                                                                               | «Midnight Rambler» (Live at Leeds University, 1971)              | 9:15     |  |
| 7.                                                                               | «Bitch» (Live at Leeds University, 1971)                         | 5:53     |  |
| 8.                                                                               | «Honky Tonk Women» (Live at Leeds University, 1971)              | 3:02     |  |
| 9.                                                                               | «(I Can't Get No) Satisfaction» (Live at Leeds University, 1971) | 3:44     |  |
| 10.                                                                              | «Little Queenie» (Live at Leeds University, 1971)                | 4:26     |  |
| 11.                                                                              | «Brown Sugar» (Live at Leeds University, 1971)                   | 3:48     |  |
| 12.                                                                              | «Street Fighting Man» (Live at Leeds University, 1971)           | 3:15     |  |
| 13.                                                                              | «Let It Rock» (Live at Leeds University, 1971)                   | 3:14     |  |

## Personal
| The Rolling Stones - Mick Jagger: voz; guitarra acústica en «Dead Flowers» y «Moonlight Mile»; guitarra eléctrica en «Sway»; percusión en «Brown Sugar». - Keith Richards: guitarra rítmica, coros; guitarra acústica en «Brown Sugar», «You Gotta Move», «I Got the Blues» y «Sister Morphine»; guitarra acústica de 12 cuerdas en «Wild Horses»; guitarra líder en «Brown Sugar», «Wild Horses», «Can't You Hear Me Knocking» y «Bitch». - Mick Taylor: guitarra líder en «Sway», «Dead Flowers» y «Moonlight Mile»; guitarra acústica en «Wild Horses»; guitarra rítmica en «Can't You Hear Me Knocking» y «Bitch»; guitarra slide en «Sway» y «You Gotta Move»; no estuvo presente durante las sesiones de «Sister Morphine». - Charlie Watts: batería - Bill Wyman: bajo, piano eléctrico en «You Gotta Move» Técnica y diseño - Glyn Johns: ingeniero de sonido. - Andy Johns: ingeniero de sonido. - Chris Kimsey: ingeniero de sonido. - Jimmy Johnson: ingeniero de sonido. - Jimmy Miller: producción. - Doug Sax: masterización. - Andy Warhol: fotografía, arte y concepto. | Músicos adicionales - Bobby Keys: Saxofón - Ian Stewart: piano en «Brown Sugar» y «Dead Flowers». - Nicky Hopkins: piano en «Sway». - Jim Dickinson: piano en «Wild Horses». - Billy Preston: órgano en «Can't You Hear Me Knocking» y «I Got the Blues». - Rocky Dijon: congas en «Can't You Hear Me Knocking». - Ry Cooder: guitarra slide en «Sister Morphine». - Jack Nitzsche: piano en «Sister Morphine». - Jim Price: trompeta, piano en «Moonlight Mile». - Paul Buckmaster: arreglo de cuerdas en «Sway» y «Moonlight Mile». - Jimmy Miller: percusión. - Pete Townshend: corista en «Sway». - Ronnie Lane: corista en «Sway». - Billy Nicholls: corista en «Sway». |

## Posición en las listas
| Listas (1971)                  | Mejor posición |
| ------------------------------ | -------------- |
| Alemania (Media Control)       | 1              |
| Australia (Kent Music Report)  | 1              |
| Canadá (RPM)                   | 1              |
| España (PROMUSICAE)            | 1              |
| Estados Unidos (Billboard 200) | 1              |
| Francia (SNEP)                 | 3              |
| Italia (FIMI)                  | 5              |
| Japón (Oricon)                 | 9              |
| Noruega (VG-lista)             | 1              |
| Países Bajos (MegaCharts)      | 1              |
| Reino Unido (UK Albums Chart)  | 1              |
| Suecia (Sverigetopplistan)     | 1              |

| Listas (1971)                  | Mejor posición |
| ------------------------------ | -------------- |
| Australia (Kent Music Report)  | 18             |
| Estados Unidos (Billboard 200) | 21             |
| Francia (SNEP)                 | 24             |
| Italia (FIMI)                  | 21             |
| Países Bajos (MegaCharts)      | 1              |
| Reino Unido (UK Albums Chart)  | 3              |

| Listas                                                | Mejor posición |
| ----------------------------------------------------- | -------------- |
| Alemania (Media Control Charts)                       | 5              |
| Argentina (CAPIF)                                     | 8              |
| Australia (ARIA)                                      | 24             |
| Austria (Ö3 Austria)                                  | 9              |
| Bélgica (Ultratop flamenca)                           | 7              |
| Corea del Sur (Circle)                                | 64             |
| España (PROMUSICAE)                                   | 8              |
| Estados Unidos (Billboard 200)                        | 5              |
| Estados Unidos (Billboard 200) (Super Deluxe Edition) | 65             |
| Francia (SNEP)                                        | 11             |
| Grecia (IFPI)                                         | 9              |
| Irlanda (IRMA)                                        | 6              |
| Italia (FIMI)                                         | 15             |
| Japón (Oricon)                                        | 10             |
| Noruega (VG-lista)                                    | 16             |
| Nueva Zelanda (Recorded Music NZ)                     | 8              |
| Países Bajos (Album Top 100)                          | 2              |
| Portugal (AFP)                                        | 25             |
| Suecia (Sverigetopplistan)                            | 31             |
| Suiza (Schweizer Hitparade)                           | 16             |
| Reino Unido (UK Albums Chart)                         | 7              |
| República Checa (ČNS IFPI)                            | 17             |

## Certificaciones
| País                  | Certificación | Ventas certificadas |
| --------------------- | ------------- | ------------------- |
| Australia (ARIA)      | Oro           | 35 000^             |
| Argentina (CAPIF)     | Oro           | 30 000^             |
| Estados Unidos (RIAA) | 4x Platino    | 4 000 000^          |
| Francia (SNEP)        | Oro           | 109 400^            |
| Noruega (IFPI)        | Plata         | 20 000^             |
| Reino Unido (BPI)     | Platino       | 300 000^            |

Nota: ^ Cifras de ventas basadas únicamente en la certificación